# Lake Oswego
Lake Oswego – miasto w Stanach Zjednoczonych, w stanie Oregon, w hrabstwie Clackamas.

## Miasta partnerskie
- Yoshikawa, Japonia
- Pucón, Chile